# Radio Disney
(Radio Disney)
Radio Disney era un gruppo di stazioni radiofoniche con sede a Dallas, Texas, negli Stati Uniti, i cui contenuti (musicali) era destinati a bambini e giovani adolescenti. Era tratta di una filiale della Walt Disney Company.

## Storia
Radio Disney è stata lanciata il 18 novembre 1996 (in coincidenza con il compleanno di Topolino) alle 4:58 di mattina con il brano "Gonna Make You Sweat (Everybody Dance Now)".
Quando Radio Disney ha iniziato le prime trasmissioni, i bambini sotto 12 sono stati gli unici in grado di vincere un premio. Alla fine del 2000, però, l'età massima per vincere un premio è stato aumentata a 14. Nel 2002, ha avuto luogo il primo Radio Disney Music Awards. I Radio Disney Music Awards sono una cerimonia della musica e di premiazione per i ragazzi che ha avuto,ed ancora oggi, luogo ogni anno.
Alla fine del 2020 Gary Marsh, presidente di Disney Branded Television ha annunciato che ad inizio 2021 la radio chiuderà in via definitiva. Nel 2020 conta 36 dipendenti.

## Disponibilità
La rete utilizza principalmente sono le stazioni AM ed è disponibile anche su XM Satellite Radio e Sirius Satellite Radio sia negli Stati Uniti che nel Canada,sul canale 115. Radio Disney è disponibile anche via satellite su DirecTV (canale 867). Radio Disney è possibile anche ascoltarla su KDIS (stazione radio) nel sud della California e Los Angeles sulla frequenza 1110 kHz AM. Inoltre Radio Disney è possibile anche ascoltarla in formato streaming su RadioDisney.com ed è disponibile anche su iTunes in tutto il mondo.

## Slogan
Questi sono stati i principali slogan dalla prima trasmissione fino a questa d'oggi
- "We're All Ears" (1996-2000) - "Siamo tutti orecchie"
- "Music And Prizes That Rock!" (2000–2001) - "Musica e premi che spaccano!"
- "Your Music, Your Way!" (2001–2021) - "La vostra musica, a modo vostro!"

## Artisti Principali di Radio Disney
I principali artisti possibili da ascoltare su Radio Disney, sia in modalità AM sia in modalità streaming, sono Miley Cyrus/Hannah Montana, High School Musical, Corbin Bleu, Vanessa Hudgens, Ashley Tisdale, Keke Palmer, Jonas Brothers, Brenda Song, Aly & AJ, Hilary Duff, Kayla, Emily Osment, Everlife, B5, Jesse McCartney, Lucas Grabeel, The Cheetah Girls, Mitchel Musso, Raven-Symoné, Demi Lovato, Selena Gomez e gli R5.

## Album
Nel 1999, Radio Disney ha pubblicato il loro primo CD, Radio Disney Kid Jams, contenente le canzoni top di Radio Disney's playlist. Nel corso del tempo, Radio Disney pubblicato più volumi del Radio Disney Kis Jams. Inoltre Radio Disney ha pubblicato anche due Holiday Jams CD, un Ultimate Jams dove sono selezionati 6 brani dalle altre compilation, Jingle Jam (Serie 2004 e 2005), e per ultimo Party Jams in onere del decimo compleanno di Radio Disney in cui è stato anche realizzato un concerto in giro per l'America
CD Radio Disney Disponibili
- Radio Disney Holiday Jams (Volumi 1 & 2)
- Radio Disney Jams series (Volumi 1 - 10)
- Radio Disney Jingle Jams (Serie 2004 & 2005)
- Radio Disney Karaoke Series (Volumi 1 & 2)
- Radio Disney Move It
- Radio Disney Party Jams
- Radio Disney Pop Dreamers
- Radio Disney Ultimate Jams
- Radio Disney Jams 10